# Glasnici nade (album)
Glasnici nade je prvi studijski album kršćanskog rock sastava Glasnici nade. U stvaranju albuma sudjelovao je i Zlatan Ćehić Ćeha. Zbog neprilika u kojima se tada našla Hrvatska, odgođeni su nastupi uživo i album je predstavljen na nekoliko TV i radijskih postaja.

## Popis pjesama
1. "Uvod (Njemu u spomen)" - 3:07
2. "Gradska priča s dna" - 3:12
3. "U onaj dan" - 3:50
4. "Riječi" - 3:46
5. "Glasnikova molitva" - 3:03
6. "Ave Maria" - 3:32
7. "U mojim snovima" - 3:05
8. "Njoj" - 4:37
9. "Priča bez kraja" - 3:41